# Гудрёд Охотник
Конунг Гудрёд  Охотник или Гудрёд Великолепный (др.-сканд. Guðrǫðr veiðikonungr или Guðrǫðr gǫfugláti) — полулегендарный конунг, правивший одним из мелких королевств на юго-востоке Норвегии. Из династии Инглингов. Отец Хальвдана Чёрного и его сводного брата Олава Гейрстад-Альва, дед будущего конунга Норвегии Харальда Прекрасноволосого, известного как объединитель нескольких земель в Норвегии под своей властью. Вместе со своим сыном, Олафом, завоевал значительную часть Раумарики.
Гудрёд упомянут в скальдической поэме Тьодольва из Хвинира Перечень Инглингов. Описывается история Гудрёда в гл. XLVIII Саги об Инглингах, которая входит в свод саг Круг Земной, написанный предположительно, исландским скальдом  Снорри Стурлсоном около 1230 года. Впрочем, многие ученые ставят под сомнение историческую достоверность изложенной Снорри истории. О Гудрёде упоминается еще в ряде источников.

## Биография

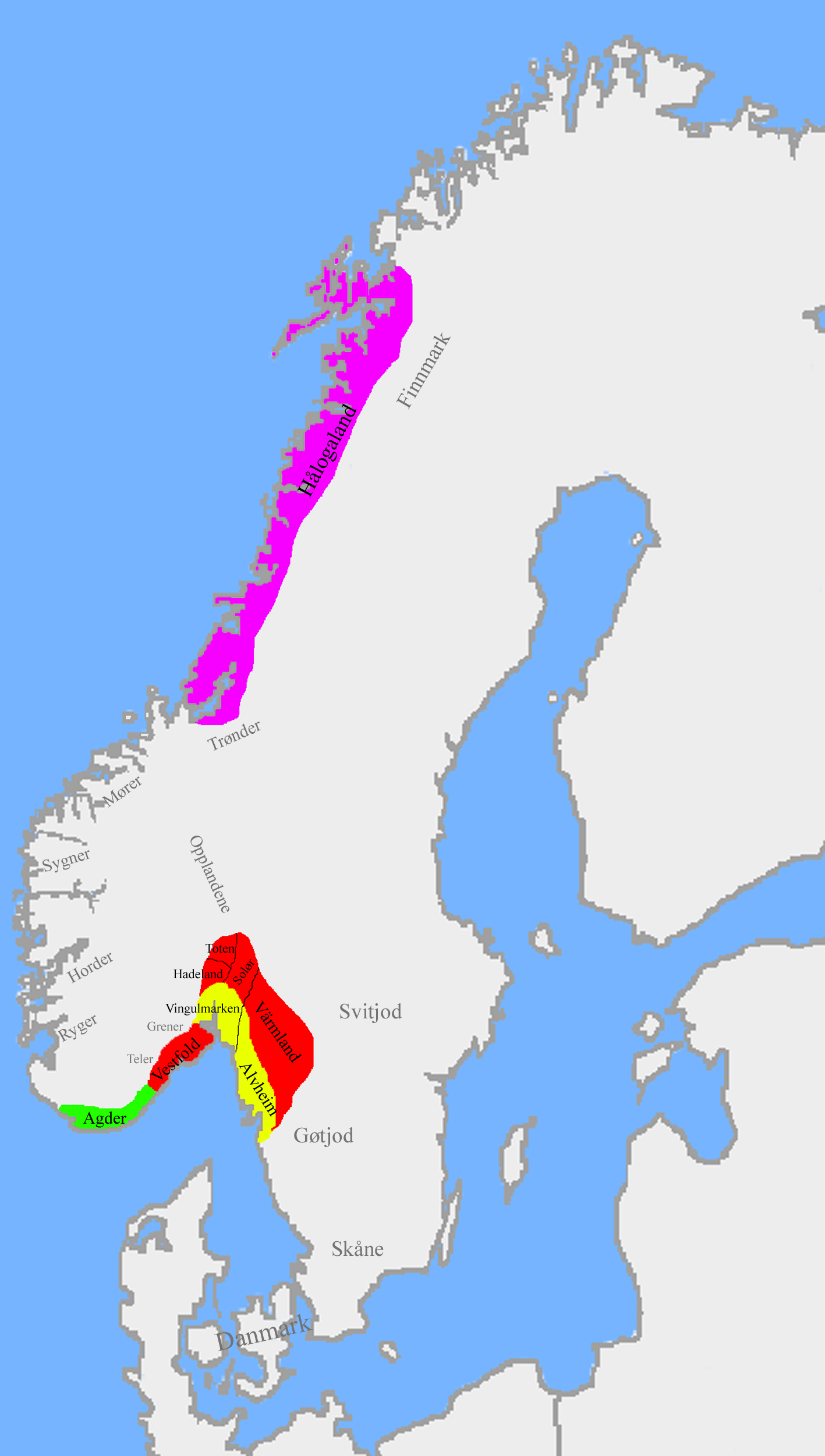
Норвегия около 820 года

Гудрёд был сыном Хальвдана Щедрого на Золото и Скупого на Еду из династии Инглингов и Хлив Дагсдоттир из Вестмара (части Гренланда). Он был дважды женат. В первый раз — на Альвхильд, дочери Альварика, конунга Альвхейма (историческая область на границе со Швецией, в районе фюлька Эстфолл и области Бохуслен между реками Гломма и Гёта-Эльв). Благодаря этому браку Гудрёд унаследовал часть области Вингульмёрк. У них родился сын Олав.
Когда Альвхильд умерла, Гудрёд послал своих людей в Агдир (совр. Агдер) к конунгу Харальду Рыжебородому с предложением выдать его дочь Асу за себя. Харальд отказал, и Гудрёд решил взять её силой. Ночью со своими воинами он прибыл к усадьбе Харальда и неожиданно атаковал его. Харальд собрал людей и хорошо дрался, но он и его сын Гюрд пали в бою. Гудрёд увез Асу с собой и женился на ней. У них родился сын, названный Хальвданом, который впоследствии получил прозвище «Чёрный».
Олафу было примерно 20 лет, а Хальвдану год, когда Гудрёд погиб. Осенью приблизительно в начале 820-х годов его корабль приплыл в Стивлусунд. Гудрёд устроил пир и был сильно пьян. Поздно вечером он захотел покинуть корабль, но на сходнях на него напал неизвестный и проткнул Гудрёда копьем (или, по другой версии, забил топором). Нападавшего тут же схватили и убили. Наутро выяснилось, что это был слуга жены Гудрёда Асы. Та призналась, что слуга действовал по её воле. После убийства мужа она забрала Хальвдана и вернулась в Агдир, где он и вырос.